# 马尔门蒂诺
马尔门蒂诺（義大利語：Marmentino），是意大利布雷西亚省的一个市镇。总面积18平方公里，人口691人，人口密度38.4人/平方公里（2009年）。国家统计（ISTAT）代码为017105。